# Turów (Głogów)
Pour les articles homonymes, voir Turów.
Turów est une localité polonaise de la gmina et du powiat de Głogów en voïvodie de Basse-Silésie.